# Mohamed El-Zayat
Mohamed El-Zayat (1 de abril de 2001) es un deportista egipcio que compite en taekwondo adaptado. Ganó una medalla de plata en los Juegos Paralímpicos de Tokio 2020, en la categoría de –61 kg.

## Palmarés internacional
| Juegos Paralímpicos | Juegos Paralímpicos | Juegos Paralímpicos | Juegos Paralímpicos |
| Año                 | Lugar               | Medalla             | Categoría           |
| ------------------- | ------------------- | ------------------- | ------------------- |
| 2020                | Tokio (Japón)       | Medalla de plata    | –61 kg              |